# Kardo Bestilo
Kardo Bestilo é o pseudónimo literário de Kussi Bernardo (Luanda, Angola, 1976) é um escritor angolano. 
Licenciado em Engenharia Electrónica e Gestão, Mestre em Gestão Estratégica de Tecnologia de Informação, e Pós-Graduado em Design Thinking e Inovação. 
Engenheiro de Pessoas, Declamador e Palestrante, contribui profissionalmente para o desenvolvimento do sector de Telecomunicações em Angola a 20 anos. 

Acredita que o que é bom, deve ser partilhado, e que quem não vive para servir, não serve para viver... 

Foi Membro Executivo do Artes Ao Vivo (2004 a 2006). É membro e Co-fundador do Movimento Literário Lev’Arte, onde foi Coordenador Geral entre (2007 a 2017), O Lev´Arte, trabalha no incentivo do gosto pela leitura e escrita.

Em 2007 estreou-se oficialmente no mundo literário com o livro "ControVerso", com 131 Poemas no total, com 11 poemas de membros dos Movimentos de Poesia ao vivo.

## Obras
- ControVerso (2006, ed. Europress)
- Palavras  (2010, ed. Europress)
- Minhas Outras Vidas (2017, ed. Editora Acácias)
- Patocão (2021, ed. Editora Acácias)
- O Menino Que Guardou A Estrela (2021, ed. Editora Acácias)